# Tulio Demicheli
Tulio Demicheli, nascut com a Armando Bartolomé Demicheli (San Miguel de Tucumán, Argentina, 15 de setembre de 1914 - Madrid, Espanya, 25 de maig de 1992) el nom complet del qual era Armant Bartolomé Demicheli va ser un director de cinema i guionista argentí. Va tenir una prolongada trajectòria artística a l'Argentina, Mèxic i en Europa.
Es va iniciar al cinema col·laborant amb Erwin Walfisch i Arturo Cerretani en l'adaptació de la novel·la de Stefan Zweig que el 1944 va dirigir Carlos Borcosque com 24 horas en la vida de una mujer. Va prosseguir després vinculat com a director i guionista en altres films fins que es va convertir en un dels artistes que en raó de les seves diferències polítiques amb el peronisme va quedar marginat del treball pel que va emigrar el 1953 i va continuar la seva carrera a Mèxic primer i a Espanya després, lloc on va morir el 25 de maig de 1992 de càncer.

## Filmografia
Va participar en les següents pel·lícules:
guionista
- El misterio Eva Perón (1987)
- El sexo de los ricos (1984)
- Ya nunca más (1984)
- Con el cuerpo prestado (1983)
- Los ojos de un niño (1982)
- Alejandra, mon amour (1979)
- Siete chicas peligrosas (1979)
- Préstamela esta noche (1978)
- Convoy Buddies (1977)
- Eva, ¿qué hace ese hombre en tu cama?  (1975)
- Simón y Mateo (1975)
- Escándalo (1974)
- También los ángeles comen judías (1973)
- Reza por tu alma... y muere (1970)
- Secretísimo (1967) (Adaptació a la versió en castellà)
- Un hombre y un colt (1967)
- El halcón y la presa (1966) (sense acreditar)
- La mujer perdida (1966)
- Nuestro agente en Casablanca (1966)
- Misión Lisboa (1965)
- Desafío en Río Bravo (1965)
- Mi noche de bodas (1961)
- Navidades en junio (1960)
- Hay alguien detrás de la puerta (1960)
- Carmen la de Ronda (1959) (España)
- Charlestón (1959)
- Las locuras de Bárbara (1959)
- El hombre que me gusta (1958)
- Ama a tu prójimo (1958)
- Una golfa (1958)
- Cuatro copas (1958)
- Desnúdate, Lucrecia (1958)
- Dios no lo quiera (1957)
- Bambalinas (1957)
- La dulce enemiga (1957)
- La adúltera (1956) (Mèxic)
- Sublime melodía (1956)
- Una lección de amor (1956)
- No me olvides nunca (1956)
- La herida luminosa (1956) (Mèxic)
- Locura pasional (1956) (México)
- Más fuerte que el amor (1955) (Mèxic)
- Un extraño en la escalera (1955) (Mèxic)
- Dock Sud (1953)
- La voz de mi ciudad (1953)
- La melodía perdida (1952)
- Vivir un instante (1951)
- La comedia inmortal (1951)
- Mi vida por la tuya (1951)
- Arrabalera (1950)
- Lejos del cielo (1950)
- Apenas un delincuente (1949)
- Con el sudor de tu frente (1949)
- Dios se lo pague (1948)
- La gata (1947)
- El pecado de Julia (1947)
- La secta del trébol (1947)
- Mirad los lirios del campo (1947)
- Celos (1946)
- Cuando en el cielo pasen lista (1945)
- Allá en el setenta y tantos (1945)
- La amarga verdad (1945)
- 24 horas en la vida de una mujer (1944)

director
- El misterio Eva Perón (1987)
- El sexo de los ricos (1984)
- Los renglones torcidos de Dios  (1983)
- Con el cuerpo prestado (1983)
- Los ojos de un niño (1982)
- Novia, esposa y amante  (1981)
- Ángel negro  (1980)
- La llamada del sexo  (1977)
- Préstamela esta noche (1978)
- Eva, ¿qué hace ese hombre en tu cama?  (1975)
- Juego sucio en Panamá  (1975)
- Bienvenido, Mister Krif  (1975)
- Shoshena  (1974)
- Ella  (1973)
- Ajuste de cuentas  (1973)
- Uno, dos, tres... dispara otra vez  (1973)
- Coartada en disco rojo  (1972)
- Reza por tu alma... y muere (1970)
- Los monstruos del terror (1970)
- Un hombre y un colt (1967)
- La mujer perdida (1966)
- Nuestro agente en Casablanca (1966)
- Misión Lisboa (1965)
- Desafío en Río Bravo (1965)
- La primera aventura  (1965)
- Los elegidos (1964)
- El hijo del capitán Blood  (1962)
- Mi noche de bodas (1961)
- Navidades en junio (1960)
- El amor que yo te di  (1960)
- El cielo dentro de la casa  (1960)
- Hay alguien detrás de la puerta (1960)
- Carmen la de Ronda (1959)
- Charlestón (1959)
- Las locuras de Bárbara (1959)
- El hombre que me gusta (1958)
- Ama a tu prójimo (1958)
- Una golfa (1958)
- Préstame tu cuerpo  (1958)
- Cuatro copas (1958)
- Desnúdate, Lucrecia (1958)
- Dios no lo quiera (1957)
- Bambalinas (1957)
- Feliz año, amor mío  (1957)
- La adúltera (1956)
- Sublime melodía (1956)
- La herida luminosa (1956)
- Locura pasional (1956)
- Más fuerte que el amor (1955)
- Un extraño en la escalera (1955)
- Dock Sud (1953)
- La voz de mi ciudad (1953)
- La melodía perdida (1952)
- Sala de guardia (1952)
- Vivir un instante (1951)
- Arrabalera (1950)

productor
- Nuestro agente en Casablanca (1966)
- Misión Lisboa (1965)
- La primera aventura  (1965)
- El señor de La Salle (1964)

editor
- Apenas un delincuente (1949)

ajudant de direcció
- Celos (1946)